# 모스크바-카잔 고속철도
모스크바-카잔 고속철도(러시아어: ВСМ Москва-Казань)는 모스크바와 카잔 사이를 연결하는 러시아의 고속철도 노선이다.
2013년 러시아 상트페테르부르크에서 개최한 경제 포럼에서 블라디미르 푸틴 러시아 대통령에 의해 발표되었다. 총 길이는 770km로 최고 영업 속도 400km/h로 주행을 목적으로 건설 중이며 2020년에 완공될 예정이다. 이 노선이 완공되면 13시간에서 3시간으로 단축될 것이다. 향후 모스크바에서 베이징을 연결하는 모스크바-베이징 고속철도 노선과 직결될 예정이다.
2009년 당시 스베르들롭스크주지사가 울리야놉스크주의회에서 모스크바 ~ 예카테린부르크 구간에 고속철도 신선 건설 계획을 제안했으며 공사가 완료될 때까지 최장 10년이 소요될 것으로 추산했다.

## 같이 보기
- 삽산
- 모스크바-베이징 고속철도
- 모스크바-상트페테르부르크 고속철도
- 러시아의 고속철도